# Піттсбург (Каліфорнія)
Піттсбург (англ. Pittsburg) — місто (англ. city) в США, в окрузі Контра-Коста штату Каліфорнія. Населення — 76 416 осіб (2020).

## Географія
Піттсбург розташований за координатами 38°1′12″ пн. ш. 121°54′13″ зх. д. / 38.02000° пн. ш. 121.90361° зх. д. (38.019899, -121.903606). За даними Бюро перепису населення США в 2010 році місто мало площу 49,61 км², з яких 44,60 км² — суходіл та 5,02 км² — водойми.

### Клімат
| Клімат : Піттсбург    | Клімат : Піттсбург | Клімат : Піттсбург | Клімат : Піттсбург | Клімат : Піттсбург | Клімат : Піттсбург | Клімат : Піттсбург | Клімат : Піттсбург | Клімат : Піттсбург | Клімат : Піттсбург | Клімат : Піттсбург | Клімат : Піттсбург | Клімат : Піттсбург | Клімат : Піттсбург |
| Показник              | Січ.               | Лют.               | Бер.               | Квіт.              | Трав.              | Черв.              | Лип.               | Серп.              | Вер.               | Жовт.              | Лист.              | Груд.              | Рік                |
| Середній максимум, °C | 14,2               | 15,6               | 21,7               | 26,1               | 30,0               | 32,8               | 32,2               | 30,0               | 25,6               | 18,3               | 17,8               | 12,2               | 22,8               |
| Середній мінімум, °C  | 3,3                | 5,0                | 8,3                | 11,1               | 13,9               | 14,4               | 14,4               | 13,3               | 10,6               | 6,7                | 6,7                | 2,2                | 9,2                |
| Норма опадів, мм      | 69                 | 64                 | 55                 | 19                 | 12                 | 2                  | 1                  | 1                  | 6                  | 19                 | 45                 | 48                 | 339                |
| --------------------- | ------------------ | ------------------ | ------------------ | ------------------ | ------------------ | ------------------ | ------------------ | ------------------ | ------------------ | ------------------ | ------------------ | ------------------ | ------------------ |
| Джерело:              |                    |                    |                    |                    |                    |                    |                    |                    |                    |                    |                    |                    |                    |

## Демографія
Згідно з переписом 2010 року, у місті мешкали 63 264 особи в 19 527 домогосподарствах у складі 14 836 родин. Густота населення становила 1275 осіб/км². Було 21126 помешкань (426/км²).
Расовий склад населення:
| - 36,5 % — білих - 17,7 % — чорних або афроамериканців - 15,6 % — азіатів - 1,0 % — вихідців з тихоокеанських островів - 0,8 % — корінних американців - 21,0 % — осіб інших рас |

До двох чи більше рас належало 7,3 %. Частка іспаномовних становила 42,4 % від усіх жителів.
За віковим діапазоном населення розподілялося таким чином: 27,5 % — особи молодші 18 років, 63,9 % — особи у віці 18—64 років, 8,6 % — особи у віці 65 років та старші. Медіана віку мешканця становила 32,5 року. На 100 осіб жіночої статі у місті припадало 94,9 чоловіків; на 100 жінок у віці від 18 років та старших — 92,4 чоловіків також старших 18 років.
Середній дохід на одне домашнє господарство становив 75 426 доларів США (медіана — 60 777), а середній дохід на одну сім'ю — 81 112 долари (медіана — 66 430). Медіана доходів становила 47 409 доларів для чоловіків та 44 723 долари для жінок. За межею бідності перебувало 17,9 % осіб, у тому числі 25,9 % дітей у віці до 18 років та 9,4 % осіб у віці 65 років та старших.
Цивільне працевлаштоване населення становило 29 553 особи. Основні галузі зайнятості: освіта, охорона здоров'я та соціальна допомога — 25,0 %, науковці, спеціалісти, менеджери — 13,8 %, роздрібна торгівля — 11,2 %, будівництво — 10,1 %.

## Уродженці
- Карен Фогтманн (* 1949) — американська вчена, професорка Уорікського і Корнельського університетів.